# ملاصالح قاری
ملاصالح قاری (زاده ۱۳۲۸ آبادان) زندانی در ایران قبل از انقلاب، ایران بعد از انقلاب و اسیر جنگی در عراق بوده‌است. او از مبارزان علیه حکومت پهلوی بود که مدت ۸ سال در زندان‌های ساواک زندانی سیاسی بود و بعد از پیروزی انقلاب اسلامی ایران و پس از شروع جنگ ایران و عراق در جریان امدادرسانی به رزمندگان ایران در آبهای خلیج فارس به محاصرهٔ قایق‌های گشتی عراق درآمد و همراه تعداد دیگری از نیروهای سپاه به اسارت قوای عراق درآمد. عراقی‌ها که متوجه تسلط او به زبان عربی و فارسی شدند، او را به عنوان مترجم به کار گرفتند.

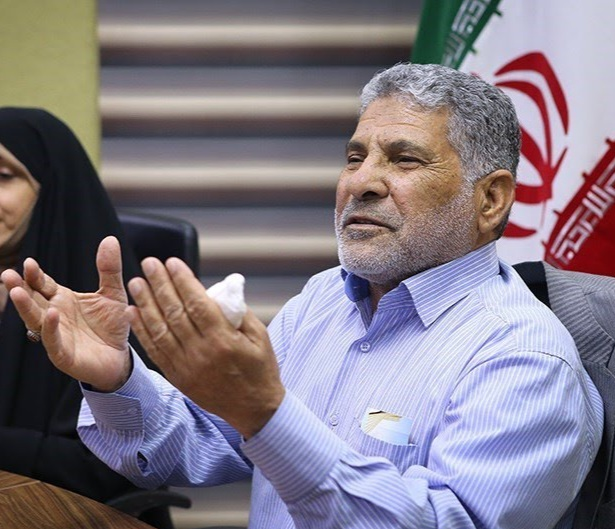
ملاصالح در سال ۱۳۹۶

شهرت وی به خاطر دیداری بود که گروه ۲۳ نفر با صدام حسین رئیس حکومت بعث عراق داشتند و او در آن دیدار مترجم صدام بود و سخنان وی را برای آنان ترجمه می‌کرد. وی پس از ۴ سال در ۱۳۶۴ از سوی عراق همراه با ۵۰۰ نفر دیگر آزاد شد. صدام این گروه را به خاطر عید قربان و به نشان صلح دوستی به‌طور یکطرفه آزاد کرد. ملاصالح قاری پس از آزادی از اسارت مورد سوء ظن مقامات اطلاعاتی و امنیتی ایران قرار گرفت و در زندان حفاظت اطلاعات اهواز به اتهام خیانت به کشور و همکاری با بعثی‌ها و شکنجه اسرا دوباره زندانی شد. او بعد از ۲سال به قید ضمانت آزاد شد و در نهایت پس از بازگشت اسرا در سال ۱۳۶۹ با نامه سید علی اکبر ابوترابی روحانی آزاد شده از اسارت، بی گناهیش اثبات شده و از وی رفع اتهام می‌شود.
ملاصالح در مدت اسارت خود کمک بسیاری به اسرای ایرانی کرد و همدم آنان در لحظه‌های سخت اسارت بود و در موارد بسیاری باعث نجات جان آنان می‌شود. امروزه در مناسبت‌های مختلف از ملاصالح قاری به عنوان قهرمان ملی و فرشته نجات دوران جنگ تجلیل به عمل می‌آید و نام و داستان فداکاری‌های او در کتاب هفتم مدرسه‌های کشور ایران آورده شده‌است. وی یکی از معدود افرادی است که سابقه زندانی شدن در ۳ حکومت متضاد هم را دارد.
سپهبد سابق ارتش عراق رعد مجید رشید حمدانی و از فرماندهان صدام در کتاب «جنگ عراق و ایران از دیدگاه فرماندهان صدام» در گفتگو با ویلیامسون مورای و کوین ام. وودزاز دو پژوهشگر مؤسسه مطالعات راهبردی دانشگاه دفاع ملی عراق در حاشیه اشاره به نبرد فاو می‌گوید: در سال ۱۹۸۵م [اواسط ۱۳۶۶ش] عراق و ایران تعدادی از اسیران بی نام و نشان را با هم تبادل کردند. عراق در تبلیغاتش می‌خواست نشان دهد که روح‌الله خمینی در جنگ از کودکان استفاده می‌کند. به همین خاطر، صدام در جلوی دوربین رسانه‌ها با ۲۰ اسیر جنگی نوجوان ایرانی ۲۳ نفر دیدار کرد. در آن زمان، یکی از نظامیان اسیر ایرانی [ملاصالح قاری]را برای ترجمه نزد صدام آوردند. اما استخبارات عراق تازه پس از تبادل اسیران بود که فهمید مترجم مزبور از مهره‌های اطلاعاتی ایران بوده و با فریب ضداطلاعات ما، خود را از افسران ارتش ایران معرفی کرده‌است. وفیق سامرایی به افسر اطلاعاتی اسیر ایرانی اجازه داد همراه با تعدادی از اسیران بیمار به کشورش بازگردد؛ زیرا قصد داشت از او به مثابه عنصر اطلاعاتی برای عراق استفاده کند. سامرایی حتی یکی از عوامل اطلاعاتی مهم عراقی در ایران را هم به این اسیر معرفی کرد. به این ترتیب، اسیر آزادشده ایرانی که در واقع یکی از عوامل اطلاعاتی ایران بود به کشورش بازگشت و پس از آنکه اطلاعاتی را که از ما خواسته بود در اختیارش قرار دادیم، عامل اطلاعاتی مان را به ایرانیان لو داد و آنها هم بی درنگ او را اعدام کردند. صدام برای جبران این خطای فاحش، سامرایی را از شاخه ایران در اداره استخبارات عراق به اطلاعات لشکر هفتم در فاو منتقل کرد. سرهنگ ایوب به جای سامرایی و محمود شاهین که رئیس اطلاعات نیروی زمینی بود منصوب شد؛ اما وقتی اطلاعاتش در مورد فاو غلط از آب درآمد، صدام او را برکنار و بار دیگر وفیق سامرایی را به جایگاه پیشین بازگرداند.

## آثار مرتبط
تاکنون چندین کتاب و فیلم بر اساس اسناد موجود و خاطرات وی و ۲۳ نفر اسیر نوجوان نوشته و ساخته شده‌است.
- یکی از این فیلم‌ها به عنوان: ۲۳ نفر و آن یک نفر است.
- کارگردان: مهدی جعفری
- تهیه‌کننده: علیرضا رئیسیان
- مدت: ۷۳ دقیقه
- محصول: سال ۱۳۸۷ شبکه چهارم سیما.[۱۰]

کتاب «نجات دهنده‌ای در سایه» سرانجام یک همیشه رزمنده، بر اساس خاطرات ملا صالح قاری تألیف شده‌است.
در تاریخ ۴و ۵ تیرماه ۱۳۹۴ در برنامه ویژه ماه عسل که هر ساله به مناسبت ماه رمضان از شبکه سوم تلویزیون ایران پخش می‌شد، ملاصالح قاری و بیست و دو نفر دیگر حضور یافتند (یکی از آنان به نام سید عباس سعادت فوت شده‌است) و ضمن پخش گوشه‌هایی از فیلم دیدار با صدام و بیان خاطرات و ایراد مطالبی، از وی و بقیه گروه تقدیر به عمل آمد.